# Slaheddine Sellami
Slaheddine Sellami, né en 1950 à Sfax, est un professeur de médecine et homme politique tunisien. Il est ministre de la Santé du 1er juillet au 24 décembre 2011, au sein du gouvernement de Béji Caïd Essebsi.

## Biographie

### Carrière médicale
Il est chef du service de rhumatologie au centre hospitalo-universitaire de la Rabta, ancien président de la Ligue tunisienne de rhumatologie (1985-1989), de la Ligue africaine de rhumatologie (1995-1999) et vice-président de la Ligue internationale de rhumatologie (1995-1999). Il crée un laboratoire de recherche en 2005. Il est également professeur de médecine à l'université de Tunis.

### Carrière politique
À la suite de la révolution de 2011, Habiba Zéhi Ben Romdhane est nommée ministre de la Santé dans le gouvernement d'union nationale de Mohamed Ghannouchi puis dans celui de Béji Caïd Essebsi ; il lui succède le 1er juillet.
Le 4 octobre 2013, le parti Nidaa Tounes annonce son ralliement.